# Csirjú
Csirjú (知立市; -shi) város Aicsi prefektúrában, Japánban.
A várost 1970. december 1-jén alapították.
2003-ban a város lakossága 64 239 fő volt, népsűrűsége 3931,4 fő/km². Teljes területe 16,34 km².

## Népesség
| Lakosok száma | 68 398 | 70 501 | 71 907 |
|               | 2010   | 2015   | 2021   |